# Molino (Sant'Angelo Romano)
Molino ("Molinu" localmente) è una frazione del comune di Sant'Angelo Romano, della Città metropolitana di Roma Capitale.

## Dati principali
Conta 96 abitanti e sorge sulla Via Palombarese (S.P. 23/a), nel tratto compreso fra Via della Selva e Via Grazia Deledda. Si tratta di una zona residenziale e commerciale che prende il nome dal vecchio mulino di Sant'Angelo Romano presente all'interno della frazione.